# Lilies Handayani
Lilies Handayani, född 15 april 1965 i Surabaya, är en indonesisk idrottare som tog silver i bågskytte vid olympiska sommarspelen 1988 i Seoul.